# تشانغ يوان
تشانغ يوان (بالصينية: 张远) (8 ديسمبر 1989 ببكين في الصين - ) هو لاعب كرة قدم صيني في مركز الوسط. شارك مع منتخب الصين لكرة القدم. أما مع النوادي، فقد لعب مع نادي غوانغجو آر أند إف وChengdu Tiancheng F.C. ‏.

## وصلات خارجية
- تشانغ يوان على موقع ناشيونال فوتبول تيمز (الإنجليزية)
- تشانغ يوان على موقع Soccerway.com (الإنجليزية)
- تشانغ يوان على موقع اللجنة الأولمبية الصينية (الإنجليزية)